# Стефанеум
Стефанеум је једна од значајнијих и вреднијих грађевина у старом језгру Сремских Карловаца, као Просторне културно-историјске целине изузетног значаја за Србију.

## Историја здања
Зграда Стефанеума подигнута је 1903. године. Пројектант здања је био Владимир Николић. Првобитна намена зграде била је за смештај ђака Богословије, који су се школовали помоћу благодејанија, задужбине митрополита Стефана Стратимировића.
Зграда је својим положајем на крајњем делу Трга Бранка Радичевића заокружио целину грађевина подигнутим за потребе Карловачке патријаршије.
Зграда Стефанеума је после Другог светског рата одузета цркви, променила је намену, па је њена унутрашњост, посебно у приземљу, битно измењена.
Зграда је враћена у посед Епархији Сремској 2008. године и у њој се сада налази Академија Стефанеум, чији је оснивач Покрет конзервативне Србије.

## Здање данас
Стефанеум се налази на северној страни Трга Бранка Радичевића, као последња зграда трга према Дунаву. Главна фасада окренута је ка Стражиловачком потоку, а бочне према Дунаву и Богословском семинару. Основа је у облику ћириличног слова Ш, са краћим средњим крилом. Зграда има подрум, приземље, спрат и таван. Стилски припада историцизму (еклектика).
У односу на важније грађевине, смештене уз трг, зграда Стефанеума је једноставнија и скромнија, без сувишних украса. У згради је смештено неколико вредних легата значајних српских уметника, углавном из дијаспоре.